# 聖寵谷教堂

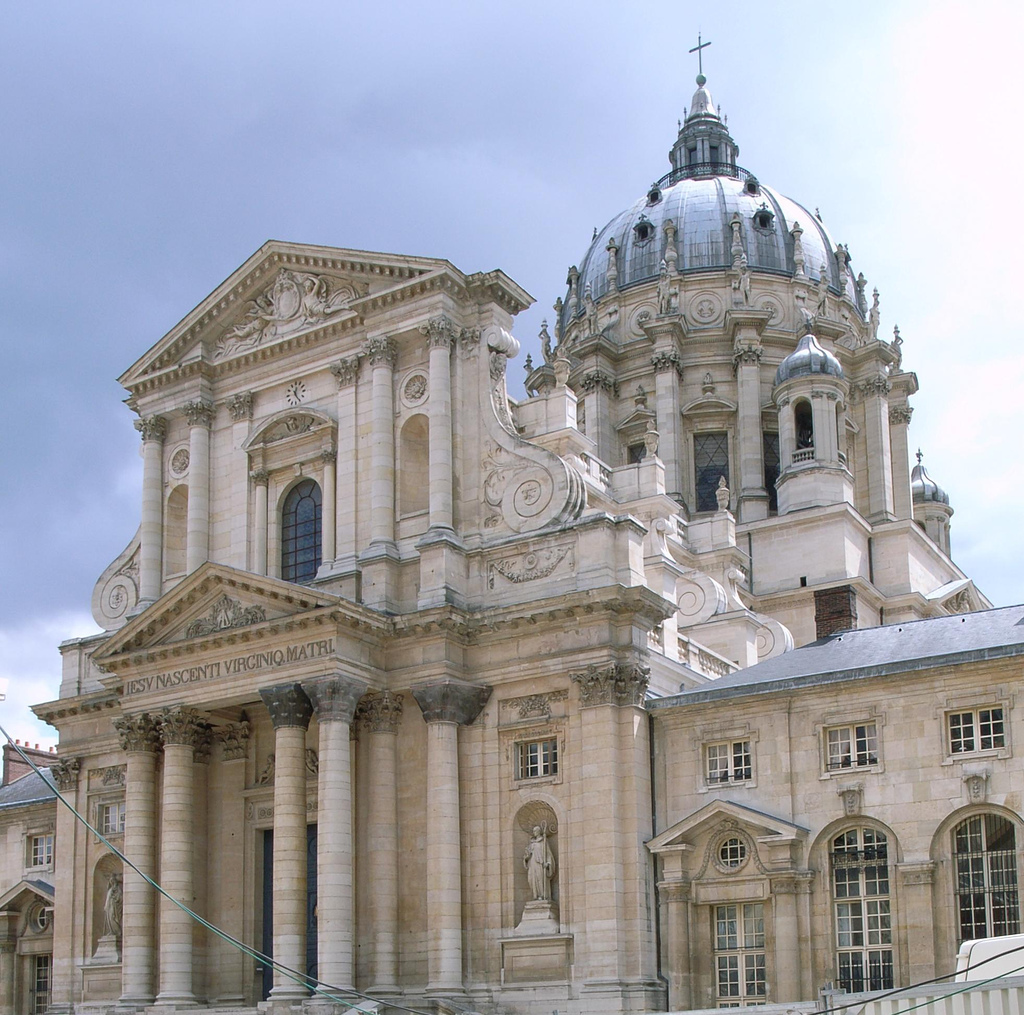

聖寵谷教堂（法語：Église du Val-de-Grâce）是位於法國首都巴黎第五區的一座教堂，在歷史上曾是皇家修道院。教堂的圓頂是巴黎天際線的象徵性建築之一。教堂始建於1621年，由奧地利的安妮創建。